# Euthore mirabilis
Euthore mirabilis är en trollsländeart som beskrevs av Mclachlan 1878. Euthore mirabilis ingår i släktet Euthore och familjen Polythoridae. IUCN kategoriserar arten globalt som otillräckligt studerad. Inga underarter finns listade i Catalogue of Life.